# Michail Maksimovitj
Michail Aleksandrovitj Maksimovitj (ryska: Михаил Александрович Максимович), född 3 september 1804 i guvernementet Poltava, död 10 november 1873, var en rysk botaniker och litteraturforskare och ukrainska historiker.
Maksimovitj, som hade adliga föräldrar, studerade i Moskva humaniora och naturvetenskap, särskilt botanik. Han blev 1829 adjunkt och 1833 professor i botanik vid Moskvauniversitetet. Redan 1834 kallades han att vid det nyinrättade universitetet i Kiev inta lärostolen för rysk litteratur. År 1841 tog han av hälsoskäl avsked från professuren, tillbringade därefter sin mesta tid på landet och ägnade sig uteslutande åt studiet av Ukrainas historia, antikviteter och etnografi. 
Maksimovitj utgav tre samlingar ukrainska folkvisor (1827, 1834 och 1849). Åren 1830-34 utgav han några häften av en almanacka, "Dennitsa", och 1840-41 kalendern "Kievlanin", vilka han huvudsakligen ägnade åt sina älsklingsämnen. Han behärskade fullständigt ukrainska språket, på vilket han översatte Igorkvädet (1857) och Psaltaren (1859). I strid mot Michail Pogodin försvarade han ukrainska folkets nationella och språkliga självständighet gentemot ryssarna och ansåg ukrainarna som direkta ättlingar till Kievrikets folk. Maksimovitj stod i personlig förbindelse med Aleksandr Pusjkin och Nikolaj Gogol och utövade genom sina vissamlingar ett tydligt inflytande på såväl Pusjkin som Vasilij Zjukovskij. Maksimovitjs samlade skrifter, Sobranije sotjinenij, utgavs i tre band i Kiev 1876-80.